# Coupe de Corée du Sud de football 2021
Navigation
Coupe de Corée du Sud 2020 Coupe de Corée du Sud 2022
La coupe de Corée du Sud de football 2021 est la 26e édition de la Coupe de Corée du Sud, compétition à élimination directe mettant aux prises des clubs de football amateurs et professionnels affiliés à la Fédération de Corée du Sud de football, qui l'organise. Elle est parrainée par Hana Bank, et est connue sous le nom de Hana Bank FA Cup. Elle commence le 6 mars 2021 et se termine le 11 décembre 2021. Le vainqueur de la compétition (L'équipe licencée par l'AFC seulement) est qualifié pour l'édition suivante de la Ligue des champions de l'AFC.

## Calendrier
| Tour | Nom              | Dates de tirage-au-sort | Dates retenues                  | Équipes participantes | Équipes gagnantes |
| 1    | Premier tour     | 4 février 2021          | 6-7 mars 2021                   | 30                    | 15                |
| 2    | Deuxième tour    | 4 février 2021          | 27-28 mars 2021                 | 15+17                 | 16                |
| 3    | Troisième tour   | 4 février 2021          | 14 avril 2021                   | 8+16                  | 12                |
| 4    | Quatrième tour   | 4 février 2021          | 26 mai 2021                     | 4+12                  | 8                 |
| 5    | Quarts de finale | 14 juin 2021            | 11 août 2021                    | 8                     | 4                 |
| 6    | Demi-finales     | 14 juin 2021            | 27 octobre 2021                 | 4                     | 2                 |
| 7    | Finale           | 14 juin 2021            | 24 novembre et 11 décembre 2021 | 2                     | 1                 |

## Résultats

### Premier tour
Les matches du premier tour se sont tenus en 6-7 mars 2021.
| Division | Club                 | Score                   | Club                        | Division |
| -------- | -------------------- | ----------------------- | --------------------------- | -------- |
| (D)      | Pocheon Citizen FC   | 0 - 0ap 3 tirs au but 2 | Changwon Citizen FC         | (D)      |
| (D)      | Yangju Citizen FC    | 1 - 1ap 4 tirs au but 3 | Jinju Citizen FC            | (D)      |
| (D)      | Séoul Nowon United   | 0 - 1                   | Paju Citizen FC             | (D)      |
| (D)      | Cheonan City FC      | 4 - 1                   | Incheon Namdong District FC | (D)      |
| (D)      | Siheung Citizen FC   | 2 - 0                   | Ulsan Citizen FC            | (D)      |
| (D)      | FC Together          | 0 - 2                   | Zamiks FC                   | (D)      |
| (D)      | Pheonix FC           | 1 - 2ap                 | Pyeongtaek Citizen FC       | (D)      |
| (D)      | 523 FC               | 0 - 9                   | Jeonju Citizen FC           | (D)      |
| (D)      | Chungju Citizen FC   | 1 - 1ap 5 tirs au but 6 | Yangpyeong FC               | (D)      |
| (D)      | Yeoju FC             | 4 - 4ap 4 tirs au but 5 | Goyang Citizen FC           | (D)      |
| (D)      | SMC Engineering      | 0 - 5                   | Cheongju FC                 | (D)      |
| (D)      | Majang Football Club | 0 - 3                   | Songwol FC                  | (D)      |
| (D)      | Daejeon KORAIL FC    | 3 - 1                   | Hwajeong FC                 | (D)      |
| (D)      | Séoul Jungrang FC    | 0 - 2                   | Gimpo FC                    | (D)      |
| (D)      | Chuncheon Citizen FC | 5 - 1                   | Doksuri(Aigle) FC           | (D)      |
| (D)      | Cheongsol FC         | Match 16                | bye                         | bye      |

| TBA   |  | - |  |  |
| UTC+9 |  |   |  |  |

### Deuxième tour
Les matches du deuxième tour se sont tenus en 27-28 mars 2021.
| Division | Club                 | Score                   | Club                            | Division |
| -------- | -------------------- | ----------------------- | ------------------------------- | -------- |
| (D4)     | Pocheon Citizen FC   | 1 - 0                   | FC Mairie de Gangneung          | (D3)     |
| (D3)     | Gyeongju KHNP FC     | 0 - 0ap 3 tirs au but 4 | Yangju Citizen FC               | (D3)     |
| (D3)     | Paju Citizen FC      | 1 - 4ap                 | Daejeon Hana Citizen            | (D2)     |
| (D2)     | FC Anyang            | 5 - 1                   | Cheonan City FC                 | (D3)     |
| (D3)     | FC Mairie de Gimhae  | 2 - 1                   | Siheung Citizen FC              | (D4)     |
| (D2)     | Bucheon FC 1995      | 3 - 1                   | Zamix FC                        | (D5)     |
| (D2)     | Gimcheon Sangmu      | 8 - 0                   | Pyeongtaek Citizen FC           | (D4)     |
| (D2)     | Busan IPark          | 2 - 1ap                 | Jeonju Citizen FC               | (D4)     |
| (D2)     | Ansan Greeners       | 1 - 0                   | Yangpyeong FC                   | (D4)     |
| (D2)     | Chungnam Asan        | 3 - 1                   | Goyang Citizen FC               | (D4)     |
| (D3)     | Cheongju FC          | 1 - 1ap 5 tirs au but 4 | Hwaseong FC                     | (D3)     |
| (D2)     | Séoul E-Land         | 5 - 0                   | Songwol FC                      | (D5)     |
| (D3)     | Daejeon KORAIL FC    | 0 - 1                   | Gyeongnam FC                    | (D2)     |
| (D3)     | FC Mokpo             | 1 - 0                   | Gimpo FC                        | (D3)     |
| (D4)     | Chuncheon Citizen FC | 0 - 3                   | Busan Transportation Company FC | (D3)     |
| (D2)     | Jeonnam Dragons      | 11 - 0                  | Cheongsol FC                    | (D5)     |

| 28 mars 2021 | Pocheon Citizen FC | 1 - 0 | Hôtel de Ville de Gangneung | Stade de Pocheon, Pocheon, Gyeonggi-do |
| 14h00 UTC+9  |                    |       |                             |                                        |

| 27 mars 2021 | Gyeongju Korea Hydro and Nuclear Power FC           | 0 - 0ap               | Yangju Citizen FC                                   | Stade municipal de Gyeongju, Gyeongju |                 |
| 14h00 UTC+9  |                                                     | (0 - 0, 0 - 0, 0 - 0) |                                                     | Spectateurs : 0                       | Spectateurs : 0 |
| 14h00 UTC+9  | Réussi · Manqué · Réussi · Manqué · Réussi · Manqué | Tirs au but 3 - 4     | Réussi · Manqué · Réussi · Réussi · Manqué · Réussi | Spectateurs : 0                       | Spectateurs : 0 |

| 28 mars 2021 | Paju Citizen FC | 1 - 4ap               | Daejeon Hana Citizen | Stade de Paju, Paju, Gyeonggi-do |  |
| 14h00 UTC+9  |                 | (0 - 1, 1 - 1, 1 - 3) |                      |                                  |  |

| 27 mars 2021 | Football Club Anyang | 5 - 1 | Cheonan City FC | Stade d'Anyang, Anyang, Gyeonggi-do |  |
| 14h00 UTC+9  |                      | (2-0) |                 |                                     |  |

| 28 mars 2021 | Hôtel de Ville de Gimhae | 2 - 1 | Siheung Citizen FC | Stade de Gimhae, Gimhae, Gyeongsang du Sud |                 |
| 14h00 UTC+9  |                          |       |                    | Spectateurs : 0                            | Spectateurs : 0 |

| 27 mars 2021 | Bucheon Football Club 1995 | 3 - 1 | Jaemix FC | Stade de Bucheon, Bucheon, Gyeonggi-do |
| 14h00 UTC+9  |                            |       |           |                                        |

| 28 mars 2021 | Gimcheon Sangmu | 8 - 0 | Pyeongtaek Citizen FC | Stade de Gimcheon, Gimcheon, Gyeongsang du Nord |                 |
| 14h00 UTC+9  |                 | (3-0) |                       | Spectateurs : 0                                 | Spectateurs : 0 |

| 27 mars 2021 | Busan IPark | 2 - 1ap               | Jeonju Citizen FC | Stade Gudeok, Busan |  |
| 14h00 UTC+9  |             | (0 - 0, 1 - 1, 2 - 1) |                   |                     |  |

| 28 mars 2021 | Ansan Greeners | 1 - 0 | Yangpyeong FC | Stade d'Ansan Wa~, Ansan, Gyeonggi-do |                 |
| 16h00 UTC+9  |                | (0-0) |               | Spectateurs : 0                       | Spectateurs : 0 |

| 27 mars 2021 | Chungnam Asan | 3 - 1 | Goyang Citizen FC | Stade Yi Sunshin, Asan |
| 16h00 UTC+9  |               |       |                   |                        |

| 28 mars 2021 | Cheongju FC                                | 1 - 1ap               | Hwaseong FC                                | Stade de Cheongju, Cheongju |  |
| 16h00 UTC+9  |                                            | (0 - 0, 1 - 1, 1 - 1) |                                            |                             |  |
| 16h00 UTC+9  | Réussi · Réussi · Réussi · Réussi · Réussi | Tirs au but 5 - 4     | Réussi · Réussi · Réussi · Réussi · Manqué |                             |  |

| 27 mars 2021 | Séoul E-Land | 5 - 0 | Songwol FC | Stade olympique de Séoul, Séoul |
| 16h00 UTC+9  |              |       |            |                                 |

| 28 mars 2021 | Daejeon KORAIL FC | 0 - 1 | Gyeongnam FC | Stade Hanbatt, Daejeon |
| 16h00 UTC+9  |                   |       |              |                        |

| 27 mars 2021 | FC Mokpo | 1 - 0 | Gimpo FC | Centre international de Football de Mokpo, Mokpo |
| 16h00 UTC+9  |          |       |          |                                                  |

| 28 mars 2021 | Chuncheon Citizen FC | 0 - 3 | FC Corporation de Transportation de Busan | Chuncheon Song-am Sports Town, Chuncheon |
| 16h00 UTC+9  |                      |       |                                           |                                          |

| 27 mars 2021 | Jeonnam Dragons | 11 - 0 | Cheongsol FC | Stade de football de Gwangyang, Gwangyang |                                   |
| 16h00 UTC+9  |                 | (5-0)  |              | Spectateurs : 0 match à huis clos         | Spectateurs : 0 match à huis clos |

### Troisième tour
Les matches du troisième tour se sont tenus en 14 avril 2021.
| Division | Club                                      | Score                 | Club                    | Division |
| -------- | ----------------------------------------- | --------------------- | ----------------------- | -------- |
| (D4)     | Pocheon Citizen FC                        | 0-2                   | Yangju Citizen FC       | (D3)     |
| (D2)     | Daejeon Hana Citizen                      | 1-2                   | Suwon Samsung Bluewings | (D1)     |
| (D1)     | Incheon United                            | 0-3                   | FC Anyang               | (D2)     |
| (D3)     | Hôtel de Ville de Gimhae                  | 1-1ap 4 tirs au but 3 | Bucheon FC 1995         | (D2)     |
| (D2)     | Gimcheon Sangmu                           | 1-0                   | Jeju United             | (D1)     |
| (D1)     | Seongnam FC                               | 1-0                   | Busan IPark             | (D2)     |
| (D2)     | Ansan Greeners                            | 0-1                   | Chungnam Asan           | (D2)     |
| (D3)     | Cheongju FC                               | 1-2                   | Gangwon FC              | (D1)     |
| (D1)     | FC Séoul                                  | 0-1                   | Séoul E-land            | (D2)     |
| (D2)     | Gyeongnam FC                              | 3-1ap                 | FC Mokpo                | (D3)     |
| (D3)     | FC Corporation de Transportation de Busan | 2-2ap 5 tirs au but 3 | Gwangju FC              | (D1)     |
| (D2)     | Suwon FC                                  | 1-1ap 4 tirs au but 5 | Jeonnam Dragons         | (D2)     |

| 14 avril 2021 | Pocheon Citizen | 0 - 2 | Yangju Citizen | Stade de Pocheon, Pocheon, Gyeonggi-do |
| 19h00 UTC+9   |                 |       |                |                                        |

| 14 avril 2021 | Daejeon Hana Citizen | 1 - 2 | Suwon Samsung Bluewings          | Stade de la Coupe du monde de Daejeon, Daejeon |  |
| 19h00 UTC+9   | * 6e Baio            | (1-1) | * 1re Đerić - 65e Choi Jeong-won |                                                |  |

| 14 avril 2021 | Incheon United | 0 - 3 | FC Anyang                                                 | Stade de football d'Incheon, Incheon |  |
| 19h00 UTC+9   |                |       | * 8e Nilson Junior - 52e Jeong Jun-yeon - 76e Ha Seung-un |                                      |  |

| 14 avril 2021 | Hôtel de Ville de Gimhae | 1 - 1ap               | Bucheon FC 1995 | Stade municipal de Gimhae, Gimhae, Gyeongsang du Sud |  |
| 19h00 UTC+9   | Kim Min-shik 65e         | (0 - 0, 1 - 1, 1 - 1) | 54e Ahn Jae-jun |                                                      |  |
| 19h00 UTC+9   | *                        | Tirs au but 4 - 3     | *               |                                                      |  |

| 14 avril 2021 | Gimcheon Sangmu | 1 - 0 | Jeju United | Stade Gimcheon, Gimcheon, Gyeongsang du Nord |  |
| 19h00 UTC+9   | 75e Lee Geun-ho | (0-0) |             |                                              |  |

| 14 avril 2021 | Seongnam FC       | 1 - 0 | Busan IPark | Stade Tancheon, Seongnam, Gyeonggi-do |  |
| 19h00 UTC+9   | 36e Lee Joong-min | (1-0) |             |                                       |  |

| 14 avril 2021 | Ansan Greeners | 0 - 1 | Chungnam Asan | Stade d'Ansan Wa~, Ansan, Gyeonggi-do |  |
| 19h00 UTC+9   |                | (0-0) | 49e Mattheus  |                                       |  |

| 14 avril 2021 | Cheongju FC       | 1 - 2 | Gangwon FC                         | Stade Cheongju, Cheongju, Chungcheong du Nord |  |
| 19h00 UTC+9   | 64e Lee Pung-beom | (0-0) | * 78e Shin Chang-mu - 90+2e Ishida |                                               |  |

| 14 avril 2021 | FC Séoul | 0 - 1 | Séoul E-land | Stade de la Coupe du monde de Séoul, Séoul |  |
| 19h30 UTC+9   |          |       | 84e Leandro  |                                            |  |

| 14 avril 2021 | Gyeongnam FC                                            | 3 - 1ap | FC Mokpo                   | Centre de football de Changwon, Changwon, Gyeongsang du Sud |  |
| 19h00 UTC+9   | * 68e (pen.) 107e Lee Jeong-hyeop - 115e Baek Sung-dong | (0-0)   | 69e (pen.) Jo Myeong-cheol |                                                             |  |

| 14 avril 2021 | FC Corporation de Transportation de Busan | 2 - 2ap               | Gwangju FC                              | Stade Gudeok, Busan |  |
| 19h00 UTC+9   | * 80e Lee Gang-uk - 90+2e Park Seung-uk   | (0 - 0, 2 - 2, 2 - 2) | * 53e Song Seung-min - 58e Lee Jun-yong |                     |  |
| 19h00 UTC+9   | *                                         | Tirs au but 5 - 3     | *                                       |                     |  |

| 14 avril 2021 | Suwon FC                  | 1 - 1ap               | Jeonnam Dragons    | Stade Suwon, Suwon, Gyeonggi-do |  |
| 19h00 UTC+9   | 53e (pen.) Yang Dong-hyun | (0 - 0, 1 - 1, 1 - 1) | 16e Park Hee-seong |                                 |  |
| 19h00 UTC+9   | *                         | Tirs au but 4 - 5     | *                  |                                 |  |

---

### Quatrième tour
Les matches du troisième tour se sont tenus en 26 mai 2021.
| Division | Club                                      | Score                  | Club                     | Division |
| -------- | ----------------------------------------- | ---------------------- | ------------------------ | -------- |
| (D1)     | Jeonbuk Hyundai Motors                    | 0-0ap 9 tirs au but 10 | Yangju Citizen           | (D3)     |
| (D1)     | Suwon Samsung Bluewings                   | 0-0ap 4 tirs au but 2  | Anyang                   | (D2)     |
| (D1)     | Daegu FC                                  | 2-0                    | Hôtel de Ville de Gimhae | (D3)     |
| (D2)     | Gimcheon Sangmu                           | 3-2ap                  | Seongnam FC              | (D1)     |
| (D2)     | Chungnam Asan                             | 1-3                    | Pohang Steelers          | (D1)     |
| (D1)     | Gangwon FC                                | 2-0                    | Séoul E-land FC          | (D2)     |
| (D1)     | Ulsan Hyundai                             | 3-0                    | Gyeongnam FC             | (D2)     |
| (D3)     | FC Corporation de Transportation de Busan | 2-2ap 3 tirs au but 5  | Jeonnam Dragons          | (D2)     |

| 26e mai 2021 | Jeonbuk Hyundai Motors | 0 - 0ap               | Yangju Citizen | Stade de la Coupe du Monde de Jeonju, Jeonju |  |
| 19h00 UTC+9  |                        | (0 - 0, 0 - 0, 0 - 0) |                |                                              |  |
| 19h00 UTC+9  | *                      | Tirs au but 0 - 0     | *              |                                              |  |

| 26e mai 2021 | Suwon Samsung Bluewings | 0 - 0ap               | FC Anyang | Stade de la Coupe du Monde de Suwon, Suwon |  |
| 19h00 UTC+9  |                         | (0 - 0, 0 - 0, 0 - 0) |           |                                            |  |
| 19h00 UTC+9  | *                       | Tirs au but 4 - 2     | *         |                                            |  |

| 26e mai 2021 | Daegu FC                       | 2 - 0 | Mairie de Gimhae | DGB Daegu Bank Park, Daegu |  |
| 19h00 UTC+9  | *Edgar 55e - Sergio 72e (pen.) |       |                  |                            |  |

| 26e mai 2021 | Gimcheon Sangmu                                              | 3 - 2ap               | Seongnam FC                             | Stade de Gimcheon |  |
| 19h00 UTC+9  | Lee Myeong-jae 90+5e · Park Dong-ji 104e · Cho Gue-sung 116e | (0 - 1, 1 - 1, 2 - 1) | 11e Kim Hyeon-seong · 117e Kang Jae-woo |                   |  |

| 26e mai 2021 | Chungnam Asan     | 1 - 3 | Pohang Steelers                                               | Stade d'Yi Sunshin, Asan |  |
| 19h00 UTC+9  | Leandro 2e (pen.) |       | *- 36e Kang Sang-woo · 66e Lim Sang-hyup · 90+2e Mario Kvesic |                          |  |

| 26e mai 2021 | Gangwon FC                              | 2 - 0 | Séoul E-Land FC | Chuncheon Song-am Sports Town, Chuncheon |  |
| 19h00 UTC+9  | *Vladimir Siladi 7e - Lim Chang-woo 87e |       |                 |                                          |  |

| 26e mai 2021 | Ulsan Hyundai                                            | 3 - 0 | Gyeongnam FC | Stade du football d'Ulsan Munsu, Ulsan |  |
| 19h00 UTC+9  | *Lee Dong-jun 41e - Kim In-sung 81e - Kim Ji-hyeon 90+3e |       |              |                                        |  |

| 26e mai 2021 | Busan Transportation Company FC        | 2 - 2ap               | Jeonnam Dragons                           | Stade Gudeok, Busan |  |
| 19h00 UTC+9  | *Kim Min-woo 56e - Kwak Seong-chan 62e | (0 - 1, 2 - 2, 2 - 2) | * 32e Jang Seong-jae - 82e Samuel Nnamani |                     |  |
| 19h00 UTC+9  | *                                      | Tirs au but 3 - 5     | *                                         |                     |  |

### Quarts de finale
Les matches des quarts de finale se sont tenus 14 juin 2021.
| Division | Club            | Score | Club                    | Division |
| -------- | --------------- | ----- | ----------------------- | -------- |
| (D1)     | Gangwon FC      | 2 - 0 | Suwon Samsung Bluewings | (D1)     |
| (D1)     | Daegu FC        | 2 - 1 | Gimcheon Sangmu         | (D2)     |
| (D1)     | Ulsan Hyundai   | 2 - 0 | Yangju Citizen          | (D3)     |
| (D2)     | Jeonnam Dragons | 1 - 0 | Pohang Steelers         | (D1)     |

| 11 juin 2021 | Gangwon FC                 | 2 - 0 | Suwon Samsung Bluewings | Chuncheon Song-am Sports Town, Chuncheon |  |
| 19h00 UTC+9  | KIM Dae-won 50e 90e (pen.) | (0-0) |                         |                                          |  |

| 11 juin 2021 | Daegu FC                                 | 2 - 1 | Gimcheon Sangmu  | DGB Daegu Bank Park, Daegu |  |
| 19h00 UTC+9  | Cesinha 88e (pen.) · KIM Jin-hyeok 90+1e | (0-0) | 81e OH Hyeon-kyu |                            |  |

| 11 juin 2021 | Ulsan Hyundai                     | 2 - 0 | Yangju Citizen | Stade de football d'Ulsan Munsu, Ulsan |  |
| 19h00 UTC+9  | YUN Il-rok 22e · KIM Ji-hyeon 74e | (1-0) |                |                                        |  |

| 11 juin 2021 | Jeonnam Dragons  | 1 - 0 | Pohang Steelers | Stade de football de Gwang-yang, Gwangyang |  |
| 19h00 UTC+9  | CHOI Hyo-jin 47e | (0-0) |                 |                                            |  |

### Demi-finales
Les matches des demi-finales se sont tenus 27 octobre 2021.
| Division | Club          | Score | Club            | Division |
| -------- | ------------- | ----- | --------------- | -------- |
| (D1)     | Gangwon       | 0 - 1 | Daegu           | (D1)     |
| (D1)     | Ulsan Hyundai | 1 - 2 | Jeonnam Dragons | (D2)     |

| 27 octobre 2021 | Gangwon FC | 0 - 1   | Daegu FC        | Chuncheon Songam Sports Town, Chuncheon |  |
| 19h00 UTC+9     |            | (0 - 0) | 59e Bruno Lamas |                                         |  |

| 27 octobre 2021 | Ulsan Hyundai          | 1 - 2   | Jeonnam Dragons                       | Stade de football d'Ulsan Munsu, Ulsan |  |
| 19h00 UTC+9     | Qazaishvili 79e (pen.) | (0 - 1) | 22e Lee Jong-ho · 49e Jang Soon-hyeok |                                        |  |

### Finale
La finale aller a lieu le 24 novembre 2021, et la finale retour a lieu le 11 décembre 2021.
| Division | Club            | Aller | Total                         | Retour | Club     | Division |
| -------- | --------------- | ----- | ----------------------------- | ------ | -------- | -------- |
| (D2)     | Jeonnam Dragons | 0-1   | (buts à extérieur) 4-4 (agg.) | 4-3    | Daegu FC | (D1)     |

## Synthèse

### Équipes par division et par tour
| Divisions / Manches | 1er tour | 2e tour | 3e tour | 4e tour | 1/4 de f. | 1/2 f. | Finale | Vainqueur |
| ------------------- | -------- | ------- | ------- | ------- | --------- | ------ | ------ | --------- |
| K League 1          | bye      | bye     | 8       | 7       | 5         | 3      | 1      | 0         |
| K League 2          | bye      | 10      | 10      | 6       | 2         | 1      | 1      | 1         |
| K3 League           | 9        | 13      | 5       | 3       | 1         | 0      |        |           |
| K4 League           | 12       | 6       | 1       | 0       |           |        |        |           |
| K5 League           | 10       | 3       | 0       |         |           |        |        |           |
| Total               | 30       | 32      | 24      | 16      | 8         | 4      | 2      | 1         |